# Craseomys smithii
Craseomys smithii és una espècie de mamífer rosegador de la família dels cricètids. És endèmic del Japó, on viu de 400 msnm cap amunt. Els seus hàbitats naturals són els boscos primaris i secundaris. És una espècie en risc mínim, és a dir, no sembla que hi hagi cap amenaça significativa per a la seva supervivència.
L'espècie fou anomenada en honor del caçador i viatger britànic Richard Gordon Smith.